# Danh sách phim đoạt 6 giải Oscar trở lên
Dưới đây là danh sách các phim đoạt 6 giải Oscar trở lên. Tới ngày nay, có 33 phim đã đoạt 6 giải Oscar trở lên trong các thể loại tranh giải. Cần nói thêm là mỗi phim trong danh sách này đều đoạt giải Oscar cho phim hay nhất, ngoại trừ có ghi chú khác. Danh sách này tính đến kỳ giải Oscar thứ 80, ngày 24 tháng 2 năm 2008:
| #  | Kỳ giải | Năm  | Phim                                          | GT | ĐC | Ghi chú |
| -- | ------- | ---- | --------------------------------------------- | -- | -- | --- |
| 1  | 12      | 1939 | Gone with the Wind                            | 8  | 13 | Cũng đoạt giải Oscar danh dự và Giải Oscar cho thành tựu kỹ thuật                                          |
| 2  | 15      | 1942 | Mrs. Miniver                                  | 6  | 12 | |
| 3  | 17      | 1944 | Going My Way                                  | 7  | 10 | |
| 4  | 19      | 1946 | The Best Years of Our Lives                   | 7  | 8  | |
| 5  | 23      | 1950 | All About Eve                                 | 6  | 14 | |
| 6  | 24      | 1951 | An American in Paris                          | 6  | 8  | |
| 7  | 24      | 1951 | A Place in the Sun                            | 6  | 9  | Thua giải Oscar cho phim hay nhất thuộc về phim An American in Paris                                       |
| 8  | 26      | 1953 | From Here to Eternity                         | 8  | 13 | |
| 9  | 27      | 1954 | On the Waterfront                             | 8  | 12 | |
| 10 | 30      | 1957 | Cầu sông Kwai                                 | 7  | 8  | |
| 11 | 31      | 1958 | Gigi                                          | 9  | 9  | |
| 12 | 32      | 1959 | Ben-Hur                                       | 11 | 12 | |
| 13 | 34      | 1961 | West Side Story                               | 10 | 11 | |
| 14 | 35      | 1962 | Lawrence of Arabia                            | 7  | 10 | |
| 15 | 37      | 1964 | My Fair Lady                                  | 8  | 12 | |
| 16 | 39      | 1966 | A Man for All Seasons                         | 6  | 8  | |
| 17 | 43      | 1970 | Patton                                        | 7  | 10 | |
| 18 | 45      | 1972 | Cabaret                                       | 8  | 10 | Thua giải Oscar cho phim hay nhất thuộc về phim The Godfather                                              |
| 19 | 46      | 1973 | The Sting                                     | 7  | 10 | |
| 20 | 47      | 1974 | The Godfather Part II                         | 6  | 11 | |
| 21 | 50      | 1977 | Star Wars                                     | 6  | 10 | Thua giải Oscar cho phim hay nhất thuộc về phim Annie Hall Cũng đoạt một giải Oscar cho thành tựu đặc biệt |
| 22 | 55      | 1982 | Gandhi                                        | 8  | 11 | |
| 23 | 57      | 1984 | Amadeus                                       | 8  | 11 | |
| 24 | 58      | 1985 | Out of Africa                                 | 7  | 11 | |
| 25 | 60      | 1987 | The Last Emperor                              | 9  | 9  | |
| 26 | 63      | 1990 | Dances with Wolves                            | 7  | 12 | |
| 27 | 66      | 1993 | Schindler's List                              | 7  | 12 | |
| 28 | 67      | 1994 | Forrest Gump                                  | 6  | 13 | |
| 29 | 69      | 1996 | The English Patient                           | 9  | 12 | |
| 30 | 70      | 1997 | Titanic                                       | 11 | 14 | |
| 31 | 71      | 1998 | Shakespeare in Love                           | 7  | 13 | |
| 32 | 75      | 2002 | Chicago                                       | 6  | 13 | |
| 33 | 76      | 2003 | The Lord of the Rings: The Return of the King | 11 | 11 | |